# La Canourgue
La Canourgue är en kommun i departementet Lozère i regionen Occitanien i södra Frankrike. Kommunen ligger i kantonen La Canourgue som tillhör arrondissementet Mende. År 2022 hade La Canourgue 2 095 invånare.

## Befolkningsutveckling
Antalet invånare i kommunen La Canourgue
| Referens: INSEE |